# Zeche Vereinigte Krusenberg
Die Zeche Vereinigte Krusenberg in Essen-Bredeney-Hügel ist ein ehemaliges Steinkohlenbergwerk. Das Bergwerk war auch unter den Namen Zeche Crusenberg und Zeche Kruschenberg bekannt. Das Bergwerk war um das Jahr 1805 aus der Zeche Schenkenbusch entstanden. Die Zeche Krusenberg gehörte zu den Gründungsmitgliedern des Vereins für Bergbauliche Interessen.

## Bergwerksgeschichte
Im Jahr 1841 wurde die Zeche Vereinigte Krusenberg in Betrieb genommen. Am 2. Dezember desselben Jahres wurde ein Längenfeld verliehen. Die anfallenden Grubenwässer wurden über den Stollen der Zeche Hitzberg abgeleitet. Im Jahr 1862 waren die Vorräte oberhalb der Stollensohle fast abgebaut. Das Bergwerk gehörte zu diesem Zeitpunkt zum Bergrevier Kettwig. Im Jahr 1870 wurde das Bergwerk außer Betrieb genommen. Um das Jahr 1870 konsolidierte die Zeche Vereinigte Krusenberg mit weiteren Bergwerken zur Zeche Vereinigte Hitzberg, Crusenberg & Blumendelle. Zum Ende des Jahres 1871 wurde das Bergwerk wieder eigenständig in Betrieb genommen. Im Jahr 1878 waren die Lagerstättenvorräte fast aufgebraucht. Noch im selben Jahr wurde die Zeche Vereinigte Krusenberg stillgelegt.

## Förderung und Belegschaft
Die ersten bekannten Förderzahlen stammen aus dem Jahr 1841, in diesem Jahr wurden 8007 ½ preußische Tonnen Steinkohle gefördert. Im Jahr 1837 wurden 32.454 preußische Tonnen Steinkohle gefördert. Im Jahr 1847 wurden 91.310 Scheffel Steinkohle gefördert. Die ersten bekannten Belegschaftszahlen stammen aus dem Jahr 1858, damals waren 37 Bergleute auf dem Bergwerk beschäftigt. Im Jahr 1861 waren 35 Bergleute auf dem Bergwerk beschäftigt, die Förderung betrug 27.693 preußische Tonnen Steinkohle. Im Jahr 1867 wurden 1832 Tonnen Steinkohle gefördert. Im Jahr 1869 betrug die Förderung 453 Tonnen Steinkohle. Im Jahr 1871 wurden mit 17 Bergleuten eine Förderung von 2764 Tonnen Steinkohle erbracht. Im Jahr 1873 wurden 2662 Tonnen Steinkohle gefördert, diese Förderung wurde von 18 Bergleuten erbracht. Im Jahr 1876 waren zehn Bergleute auf dem Bergwerk beschäftigt, die Förderung betrug 1220 Tonnen Steinkohle. Die letzten bekannten Förder- und Belegschaftszahlen stammen aus dem Jahr 1878, damals wurden von zwei Beschäftigten 49 Tonnen Steinkohle gefördert.